# Mistrzostwa CONCACAF U-20 w piłce nożnej
Mistrzostwa Ameryki Północnej do lat 20 w piłce nożnej – rozgrywany co dwa lata piłkarski turniej dla reprezentacji krajowych do lat 20 zrzeszonych w konfederacji CONCACAF. Pełni funkcję kwalifikacji do mistrzostw świata U–20 – do światowego czempionatu awansują cztery najlepsze zespoły danej edycji turnieju północnoamerykańskiego.
Pierwsze młodzieżowe mistrzostwa CONCACAF rozegrano w 1962 roku. Na przestrzeni lat kilkukrotnie zmieniał się format rozgrywek. Obecny system obowiązuje od 2020 roku. Z każdej z czterech, liczącej cztery drużyny grup, do fazy play–off awansują trzy najlepsze zespoły. Zwycięzca fazy play–off automatycznie wygrywa rozgrywki.

## Wyniki
| Młodzieżowe Mistrzostwa CONCACAF              | Młodzieżowe Mistrzostwa CONCACAF | Młodzieżowe Mistrzostwa CONCACAF | Młodzieżowe Mistrzostwa CONCACAF | Młodzieżowe Mistrzostwa CONCACAF | Młodzieżowe Mistrzostwa CONCACAF |
| Rok                                           | Gospodarz                        | Mistrz                           | Wicemistrz                       | Trzecie miejsce                  | Czwarte miejsce                  |
| --------------------------------------------- | -------------------------------- | -------------------------------- | -------------------------------- | -------------------------------- | -------------------------------- |
| 1962                                          | Panama                           | Meksyk                           | Gwatemala                        | Antyle Holenderskie              | Kostaryka                        |
| 1964                                          | Gwatemala                        | Salwador                         | Honduras                         | Gwatemala                        | Antyle Holenderskie              |
| 1970                                          | Kuba                             | Meksyk                           | Kuba                             | Jamajka                          | Salwador                         |
| 1973                                          | Meksyk                           | Meksyk                           | Gwatemala                        | Kuba                             | Kanada                           |
| 1974                                          | Kanada                           | Meksyk                           | Kuba                             | Kanada                           | ——                               |
| 1976                                          | Portoryko                        | Meksyk                           | Honduras                         | Stany Zjednoczone                | Gwatemala                        |
| 1978                                          | Honduras                         | Meksyk                           | Kanada                           | Honduras                         | Kostaryka                        |
| 1980                                          | Stany Zjednoczone                | Meksyk                           | Stany Zjednoczone                | ——                               | ——                               |
| 1982                                          | Gwatemala                        | Stany Zjednoczone                | Kanada                           | Gwatemala                        | Kostaryka                        |
| 1984                                          | Trynidad i Tobago                | Meksyk                           | Honduras                         | Salwador                         | Stany Zjednoczone                |
| 1986                                          | Trynidad i Tobago                | Kanada                           | Stany Zjednoczone                | Trynidad i Tobago                | Kuba                             |
| 1988                                          | Gwatemala                        | Kostaryka                        | Stany Zjednoczone                | Meksyk                           | Kuba                             |
| 1990                                          | Gwatemala                        | Meksyk                           | Trynidad i Tobago                | Stany Zjednoczone                | Gwatemala                        |
| 1993                                          | Kanada                           | Meksyk                           | Stany Zjednoczone                | Kanada                           | Honduras                         |
| 1995                                          | Honduras                         | Honduras                         | Kostaryka                        | Kanada                           | Salwador                         |
| 1997                                          | Meksyk                           | Kanada                           | Kostaryka                        | Meksyk                           | Stany Zjednoczone                |
| Turniej kwalifikacyjny Mistrzostw Świata U–20 |                                  |                                  |                                  |                                  |                                  |
| 1998                                          | Gwatemala                        | Stany Zjednoczone                | Kostaryka                        | ——                               | ——                               |
| 1998                                          | Trynidad i Tobago                | Meksyk                           | Honduras                         | ——                               | ——                               |
| 2001                                          | Kanada                           | Kostaryka                        | Stany Zjednoczone                | ——                               | ——                               |
| 2001                                          | Trynidad i Tobago                | Kanada                           | Jamajka                          | ——                               | ——                               |
| 2003                                          | Panama                           | Panama                           | Meksyk                           | ——                               | ——                               |
| 2003                                          | Stany Zjednoczone                | Kanada                           | Stany Zjednoczone                | ——                               | ——                               |
| 2005                                          | Honduras                         | Stany Zjednoczone                | Panama                           | ——                               | ——                               |
| 2005                                          | Stany Zjednoczone                | Kanada                           | Honduras                         | ——                               | ——                               |
| 2007                                          | Panama                           | Stany Zjednoczone                | Panama                           | ——                               | ——                               |
| 2007                                          | Meksyk                           | Meksyk                           | Kostaryka                        | ——                               | ——                               |
| Mistrzostwa CONCACAF U–20                     |                                  |                                  |                                  |                                  |                                  |
| 2009                                          | Trynidad i Tobago                | Kostaryka                        | Stany Zjednoczone                | Honduras                         | Trynidad i Tobago                |
| 2011                                          | Gwatemala                        | Meksyk                           | Kostaryka                        | Gwatemala                        | Panama                           |
| 2013                                          | Meksyk                           | Meksyk                           | Stany Zjednoczone                | Salwador                         | Kuba                             |

W 2015 roku został zastosowany inny format
| Mistrzostwa CONCACAF U–20 | Mistrzostwa CONCACAF U–20 | Mistrzostwa CONCACAF U–20 | Mistrzostwa CONCACAF U–20 | Mistrzostwa CONCACAF U–20    | Mistrzostwa CONCACAF U–20 |
| Rok                       | Gospodarz                 | Mistrz                    | Wicemistrz                | Zwycięzcy Play-off           |                           |
| ------------------------- | ------------------------- | ------------------------- | ------------------------- | ---------------------------- | ------------------------- |
| 2015                      | Jamajka                   | Meksyk                    | Panama                    | Stany Zjednoczone / Honduras |                           |

W 2017 roku został ponownie zmieniony format
| Mistrzostwa CONCACAF U–20 | Mistrzostwa CONCACAF U–20 | Mistrzostwa CONCACAF U–20 | Mistrzostwa CONCACAF U–20 | Mistrzostwa CONCACAF U–20 | Mistrzostwa CONCACAF U–20 |
| Rok                       | Gospodarz                 | Mistrz                    | Wicemistrz                | Drugie miejsce w grupie   |                           |
| ------------------------- | ------------------------- | ------------------------- | ------------------------- | ------------------------- | ------------------------- |
| 2017                      | Kostaryka                 | Stany Zjednoczone         | Honduras                  | Meksyk / Kostaryka        |                           |
| 2018                      | Stany Zjednoczone         | Stany Zjednoczone         | Meksyk                    | Honduras / Panama         |                           |

W 2020 roku ponownie zmieniono format. Dodano fazę pucharową, w której półfinaliści zakwalifikowali się do mistrzostw świata U-20
| Mistrzostwa CONCACAF U–20 | Mistrzostwa CONCACAF U–20 | Mistrzostwa CONCACAF U–20            | Mistrzostwa CONCACAF U–20            | Mistrzostwa CONCACAF U–20            | Mistrzostwa CONCACAF U–20 |
| Rok                       | Gospodarz                 | Mistrz                               | Wicemistrz                           | Półfinaliści                         |                           |
| ------------------------- | ------------------------- | ------------------------------------ | ------------------------------------ | ------------------------------------ | ------------------------- |
| 2020                      | Honduras                  | Anulowane z powodu pandemii COVID-19 | Anulowane z powodu pandemii COVID-19 | Anulowane z powodu pandemii COVID-19 |                           |
| 2022                      | Honduras                  | Stany Zjednoczone                    | Dominikana                           | Gwatemala / Honduras                 |                           |
| 2024                      | Meksyk                    | Meksyk                               | Stany Zjednoczone                    | Kuba / Panama                        |                           |